# Vallée de l'Aulne
La vallée de l'Aulne est la région situé autour du fleuve côtier du même nom, l’Aulne. Elle se situe en région Bretagne principalement dans le département du Finistère mais aussi en Côtes-d'Armor (au niveau de la source de l’Aulne) et en Morbihan (pour quelques communes seulement).
C’est une zone naturelle couverte par plusieurs protections. Elle est protégée plusieurs en tant que site du réseau Natura 2000 et un des quatre territoires du parc naturel régional d'Armorique.

## Localisation
Le bassin versant de la vallée physique occupe grossièrement au tiers central du Finistère qui correspond administrativement à l’arrondissement de Châteaulin. La vallée s’entend aussi sur les départements voisins des Côtes-d'Armor et du Morbihan. Elle se jette dans la rade de Brest qui la relie à la mer d'Iroise et à l’océan Atlantique.
C’est le troisième bassin versant de Bretagne par sa superficie, loin derrière celui de la Vilaine et dans le même ordre de grandeur que celui du Blavet.

## Protections
Les principales zones de protections sont :
- parc naturel régional d'Armorique
- plusieurs sites Natura 2000 :
  - FR5300041 Vallée de l'Aulne (Directive habitats) de 3 564 ha[1]
  - FR5300046 Rade de Brest, estuaire de l'Aulne (Directive habitats) de 9 239 ha essentiellement maritime [2]
  - FR5310071 Rade de Brest : Baie de Daoulas, Anse de Poulmic (Directive oiseaux) de 8 104 ha[3]
- de nombreuses zones naturelles d'intérêt écologique, faunistique et floristique (ZNIEFFs) :
  - 530014742 Vallée de l'Aulne[4]
  - 530014730 Zone nord de Rostrenen[5]
  - etc.

Depuis 2008, le schéma d'aménagement et de gestion des eaux (SAGE) est mis en œuvre par un établissement public territorial de bassin sous forme de syndicat mixte : l’établissement public d’aménagement et de gestion du bassin versant de l’Aulne » (EPAGA). Celui-ci assure la gestion hydrologique de la vallée sur 90 communes pour un total de 1 892 km2. L'arrêté du 17 février 2014 a porté désignation du site Natura 2000 vallée de l'Aulne (zone spéciale de conservation).

## Faune et flore

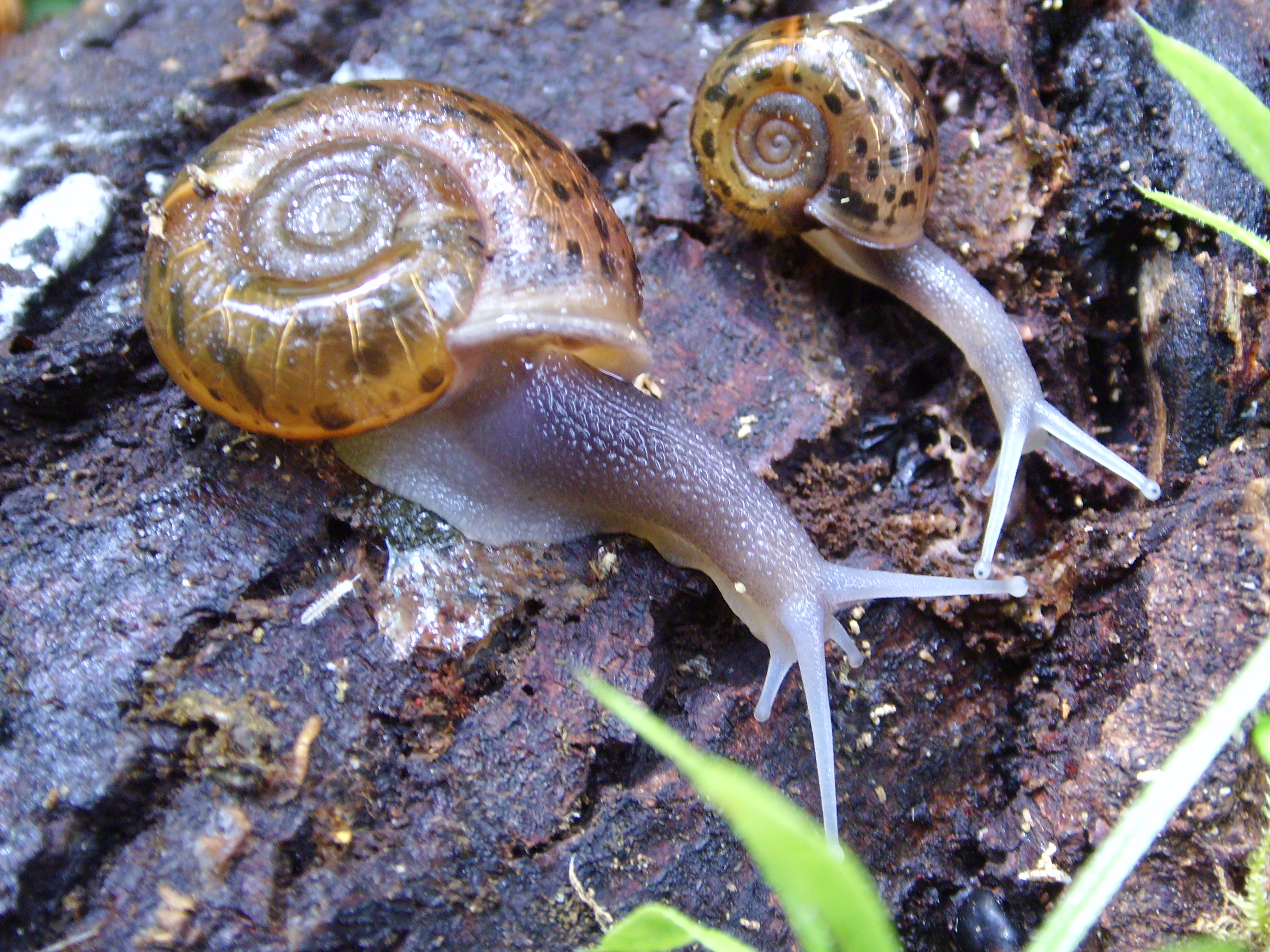
l'Escargot de Quimper, une espèce endémique présente dans la vallée de l'Aulne.

Le site présente une grande variété d'espèces animales, dont certaines sont endémiques ou protégées, notamment l'Escargot de Quimper.  Beaucoup d'espèces vivent dans les eaux douces : la moule perlière d'eau douce, le Triton crêté, la Lamproie marine, la Lamproie de Planer, le Saumon atlantique, le Chabot commun, l'alose feinte, la Grande alose, la salamandre tachetée le Crapaud commun, la Loutre d'Europe et le Castor d'Europe. Chez les insectes, le site compte le Lucanus cervus et le Capricorne du chêne. Les chauve-souris sont représentées par le Vespertilion à oreilles échancrées, le Vespertilion de Bechstein, le Grand murin, le Grand rhinolophe, le Petit rhinolophe et la Barbastelle d'Europe.
La création de la zone Natura 2000 s'est justifiée par la présence de trois espèces « d’intérêt communautaire » : le Grand rhinolophe, la loutre d’Europe et le Saumon Atlantique.

## Traditions
Les traditions orales de la vallée de l'Aulne sont collectées au début du XXe siècle par le folkloriste Yann ar Floc'h (Jean Le Page), qui les publie dans différentes revues bretonnes. Ils sont rassemblés en 1950 dans le recueil Koñchennou Bro ar Ster Aon (« Contes du pays de l'Aulne »). C'est du pays de l'Aulne que provient notamment la plus longue version orale connue de l'histoire du roi Marc'h.